# Leptoperilissus obeliscator
Leptoperilissus obeliscator là một loài tò vò trong họ Ichneumonidae.